# Irina Viner
Pour les articles homonymes, voir Viner.
Irina Aleksandrovna Viner (en russe : Ирина Александровна Винер) née le 30 juillet 1948 à Samarcande, est l'entraîneur de l'équipe nationale russe de gymnastique rythmique. Dès 1992 elle entraîne au centre d'entraînement olympique de Russie, et depuis 2001 elle est l'entraîneur en chef de l'équipe russe de gymnastique rythmique. Réputée pour être un entraîneur exigeant, elle a entraîné certaines des plus grandes gymnastes dont Alina Kabaeva, Irina Tchachina, Ioulia Barsoukova, Yana Batyrchina, Evguenia Kanaïeva, Natalia Lipkovskaya, Amina Zaripova, Vera Sessina,  Yana Kudryavtseva , Margarita Mamun.

## Biographie
D'Aleksandr Efimovitch Viner, un père artiste, et de Zoïa Zinovevna Viner, une mère doctoresse, Irina Viner voit le jour le 30 juillet 1948 à Samarcande, anciennement situé en RSS d'Ouzbékistan. Elle pratique la gymnastique rythmique pendant onze ans et est couronnée championne d'Ouzbékistan à trois reprises.
De 1972 à 1992, elle travaille comme entraîneur dans l'équipe de Tachkent, puis finalement dans l'équipe nationale de gymnastique rythmique d'Ouzbékistan.
Elle est depuis 2008, la présidente de la Fédération russe de gymnastique rythmique, 
Elle est mariée à Alicher Ousmanov, célèbre homme d'affaires russe avec lequel elle a un fils, Anton.